# Beachflag

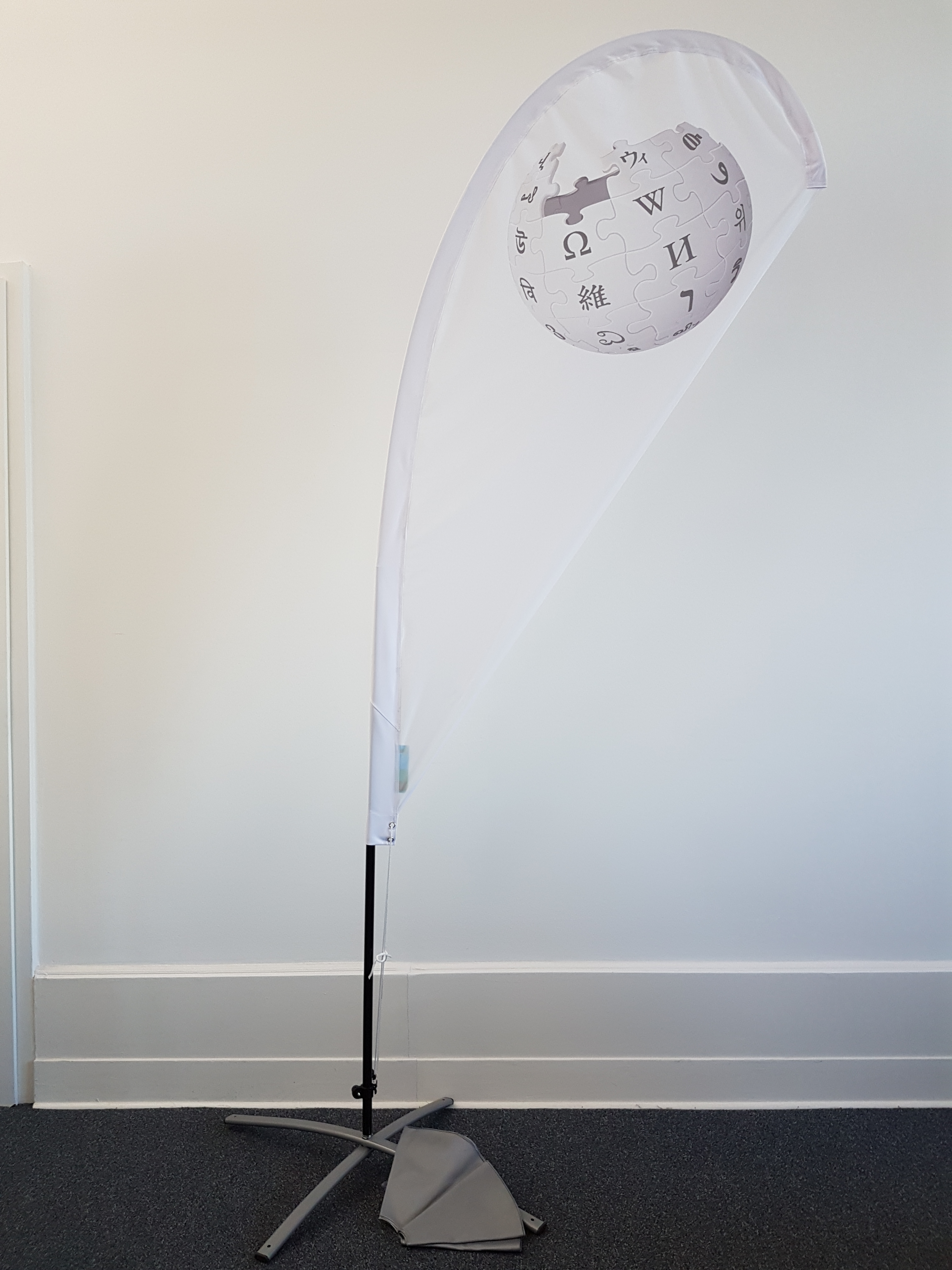
Beachflag mit Wikipedia-Logo

Beachflags (von Englisch beach = Strand und flag = Fahne) sind mobile Fahnen, die hauptsächlich im Bereich der Werbung genutzt werden. Beachflags werden auch als Bowflag, Werbesegel, Beachbanner oder eben auch als Strandfahne bezeichnet.
Beachflags gibt es in unterschiedlichen Formen, mit abgerundeten oder geraden Kanten, tropfenförmige und andere. Sie werden in unterschiedlichen Größen produziert, von kleinen Formaten für den Tisch bis hin zu großen Werbesegeln mit über 5 m Höhe. Sie benötigen keine fest installierte Bodenhalterung, bestehen meist aus einem mehrteiligen Fahnenmast und einer Fahne. Zur Befestigung dienen, je nach Untergrund, verschiedene Befestigungselemente und mobile Standfüße wie Bodenplatten, Kreuzfüße oder auch Erdnägel/Erddübel. Zur zusätzlichen Stabilisierung werden Schlauchgewichte zum Beschweren verwendet.
Die Beachflag-Fahnen sind meist aus Fahnenstoff gefertigt, ein spezieller Polyesterstoff, seltener bestehen die Fahnen auch aus Lochfilet, Polymesh oder Airtrikot. Die Fahnen werden meist einseitig bedruckt, das Material bietet einen guten Durchdruck (ca. 60–70 %), wodurch das Motiv beidseitig erkennbar ist.